# Tian ji: Fu chun shan ju tu
Tian ji: Fu chun shan ju tu – chiński dreszczowiec w reżyserii Sun Jianjuna, którego premiera odbyła się 9 czerwca 2013 roku.
Film zarobił 8 001 000 dolarów amerykańskich w Chanach.

## Obsada
Źródło: Filmweb

- Andy Lau – Xiao Jinhan
- Zhang Jingchu – Lin Yuyan
- Tong Dawei – Yamamoto
- Lin Chi-ling – Lisa
- Shi Tianqi
- Siqin Gaowa
- Guan Xiaotong
- Tan Seven
- Cherry Wang
- Omar Bin Haider
- Xia Minghao – Dazi